# Per Krohg

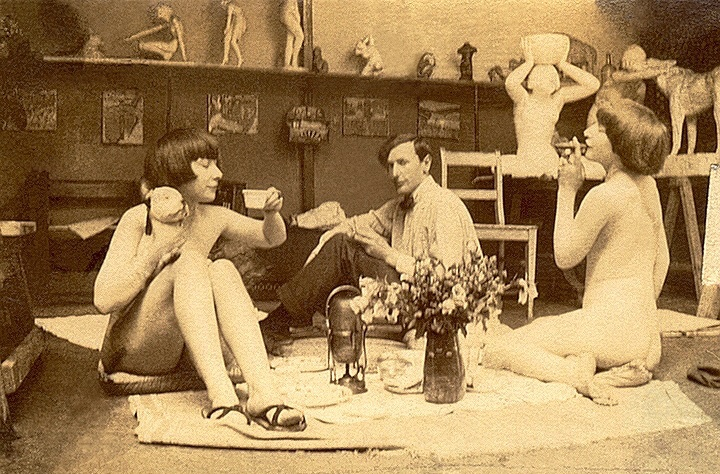
Per Krohg mit den Modellen Lucy Vidil (links), seiner späteren Ehefrau, und Céline Coupet im Studio des Bildhauers Cecil Howard, Foto um 1912

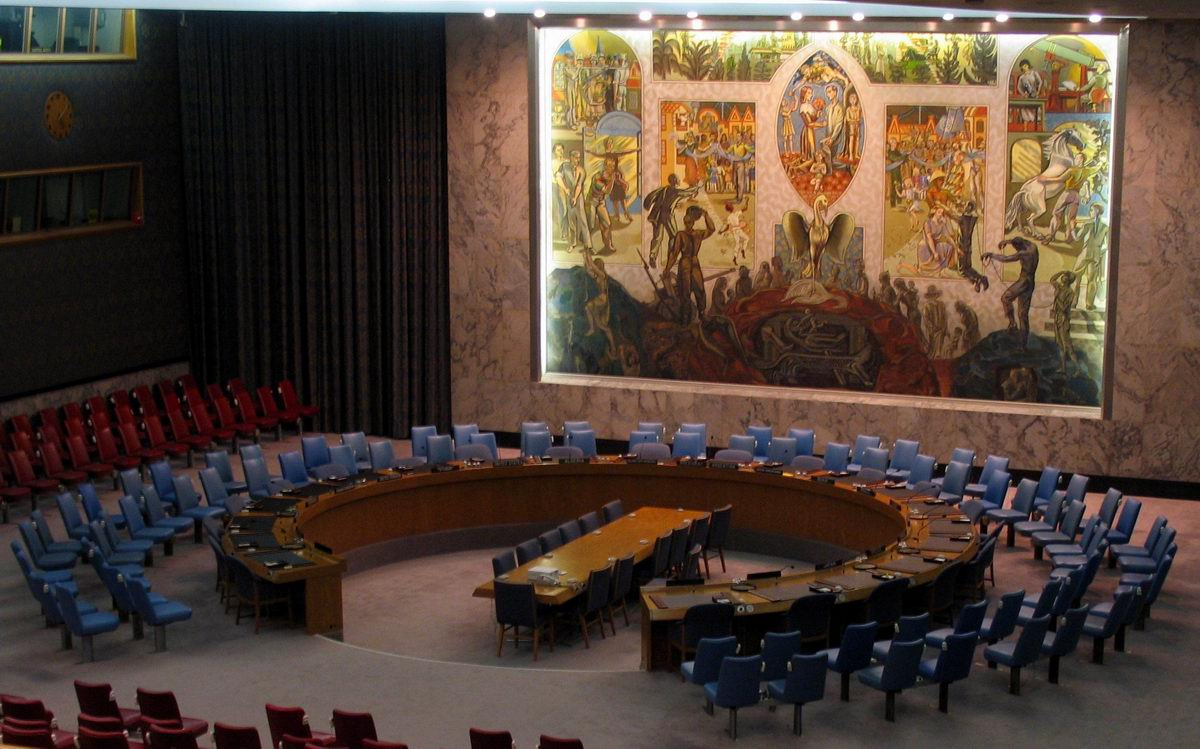
Sitzungssaal des Sicherheitsrates im UN-Hauptquartier in New York

Per Lasson Krohg (* 18. Juni 1889 in Åsgårdstrand; † 3. März 1965 in Oslo) war ein norwegischer Künstler. Er war Sohn des Malers Christian Krohg und der Malerin Oda Krohg.
Während Krohg in Paris an der Académie Scandinave Malerei studierte, porträtierte er u. a. 1928 Kiki vom Montparnasse (Kiki Nude, Kiki).
Krohg schuf das große Gemälde im Sitzungssaal des Sicherheitsrates der Vereinten Nationen im UN-Hauptquartier in New York City. Außerdem arbeitete er als Buchillustrator, z. B. für Peer Gynt von Henrik Ibsen.